# سيسيل سميث (لاعب كرة قدم)
سيسيل سميث (بالإنجليزية: Cecil Smith)‏ (16 يونيو 1907 في المملكة المتحدة - 1 يناير 1990) هو لاعب كرة قدم بريطاني (وحمل سابقاً جنسية المملكة المتحدة لبريطانيا العظمى وأيرلندا) في مركز نصف الجناح. لعب مع نادي برينتفورد ونادي دونكاستر روفرز.